# Aeroalcool Quasar
Die Aeroalcool Quasar ist ein Ultraleichtflugzeug des brasilianischen Herstellers Aeroálcool Tecnologia Ltda.

## Geschichte und Konstruktion
Die Quasar wurde vom US-Amerikaner James Waterhaus als zweisitziger Tiefdecker mit festem Bugradfahrwerk und konventionellem Leitwerk entwickelt und wird in Brasilien produziert. Die Maschine verfügt über einen Rumpf aus Verbundwerkstoffen sowie Tragflächen aus Aluminium. Das zweisitzige Cockpit mit Sitzen nebeneinander kann durch Vorklappen der Cockpithaube betreten werden. Die Maschine wird je nach Version von unterschiedlichen Motoren angetrieben.

## Versionen
- Quasar Lite – angetrieben von einem Jabiru-2200-Viertaktmotor mit 63 kW.[2]
- Quasar 214 SL – Version der Lite für den US-Markt, vertrieben von Quasar Aircraft Company, LLC.[3]
- Quasar Lite II – angetrieben von einem Rotax-912-ULS-Viertaktmotor mit 74 kW.[2]
- Quasar Fast – angetrieben von einem Jabiru-3300-Viertaktmotor mit 89 kW.[4]

## Technische Daten
| Kenngröße             | Daten (Quasar Lite)                       |
| --------------------- | ----------------------------------------- |
| Besatzung             | 1                                         |
| Passagiere            | 1                                         |
| Länge                 | 5,6 m                                     |
| Spannweite            | 9,25 m                                    |
| Höhe                  | 2,18 m                                    |
| Flügelfläche          | 9,2 m²                                    |
| Leermasse             | 201 kg                                    |
| max. Startmasse       | 589 kg                                    |
| Reisegeschwindigkeit  | 210 km/h                                  |
| Höchstgeschwindigkeit | 270 km/h                                  |
| Dienstgipfelhöhe      | 4.572 m                                   |
| Reichweite            | 1705 km                                   |
| Triebwerke            | 1 × Rotax-912-ULS-Viertaktmotor mit 74 kW |